# Habenaria mirabilis
Habenaria mirabilis är en orkidéart som beskrevs av Robert Allen Rolfe. Habenaria mirabilis ingår i släktet Habenaria och familjen orkidéer. Inga underarter finns listade i Catalogue of Life.